# 히라이촌 (야마구치현)
히라이촌(日良居村)은 야마구치현 오시마군에 있던 촌이다. 현재의 스오오시마정 중앙부의 북부에 해당한다.

## 역사
- 1889년 4월 1일 - 정촌제 시행에 의해 4촌의 구역을 가지고 성립하였다.
- 1955년 4월 10일 - 아게노쇼정과 합병해 다치바나정이 성립, 동일 히라이촌은 폐지되었다.

## 참고문헌
- 角川日本地名大辞典 35 山口県